# Janusz Pałubicki
Janusz Władysław Pałubicki (ur. 2 stycznia 1948 w Wałbrzychu) – polski polityk, historyk sztuki i działacz związkowy, działacz opozycji w okresie PRL, minister-członek Rady Ministrów i koordynator służb specjalnych w rządzie Jerzego Buzka, poseł na Sejm III kadencji.

## Życiorys
Jest synem Jana Pałubickiego, oficera WP i AK, oraz Barbary z domu Schulz. W 1968 ukończył Technikum Poligraficzno-Księgarskie w Poznaniu, a w 1973 studia w Instytucie Historii Sztuki Uniwersytetu im. Adama Mickiewicza w Poznaniu, gdzie w latach 1972–1982 był kierownikiem biblioteki.
Był członkiem Związku Młodzieży Socjalistycznej (1964–1968), Zrzeszenia Studentów Polskich (1968–1973), Socjalistycznego Związku Studentów Polskich, Związku Nauczycielstwa Polskiego (1973–1980) i Polskiego Towarzystwa Turystyczno-Krajoznawczego (1965–1985).
W 1980 wstąpił do „Solidarności”. W okresie stanu wojennego był internowany (od 13 grudnia 1981); osadzono go w Zakładzie Karnym w Gębarzewie. Po zwolnieniu (w marcu 1982) objął funkcję przewodniczącego zarządu podziemnego regionu „Solidarności” i członka Tymczasowej Komisji Koordynacyjnej. W grudniu 1982 został aresztowany za prowadzoną działalność, następnie skazany na karę 4 lat pozbawienia wolności. Od grudnia 1983 do marca 1984 prowadził trwający ponad 100 dni strajk głodowy, w trakcie którego był przymusowo dokarmiany. Ze względu na stan zdrowia w czerwcu 1984 został warunkowo przedterminowo zwolniony. W latach 1984–1989 z powodów politycznych wielokrotnie zatrzymywany, również bity. Ponownie działał w związku, był członkiem Komitetu Obywatelskiego, brał udział w obradach Okrągłego Stołu.
Od 1989 ponownie został zatrudniony na UAM. Wszedł do władz krajowych NSZZ „Solidarność”. W latach 1990–1997 zajmował stanowisko przewodniczącego zarządu regionu, był także wiceprzewodniczącym Komisji Krajowej i skarbnikiem związku. W 1996 zainicjował powołanie Fundacji Wielkopolskie Archiwum „Solidarności”.
W latach 1997–2001 sprawował mandat posła na Sejm III kadencji z ramienia Akcji Wyborczej Solidarność, wstąpił do utworzonego po wyborach w Ruchu Społecznego AWS. Od października 1997 do października 2001 zajmował stanowisko ministra bez teki w rządzie Jerzego Buzka, pełnił wówczas funkcję koordynatora służb specjalnych. Od 3 września do 7 października 1999 był również pełniącym obowiązki ministra spraw wewnętrznych i administracji. W 2001 nie uzyskał ponownie mandatu posła. Przeszedł na rentę i wycofał się z polityki. Został m.in. pracownikiem Muzeum Narodowego w Gdańsku.
Po odejściu z polityki powrócił do swoich pierwotnych zainteresowań historią. Wydał liczne publikacje naukowe i zestawienia źródłowe dotyczące historii sztuki, wśród nich takie prace jak: Malarze gdańscy (tom 1 i 2, 2009) oraz Artyści i rzemieślnicy artystyczni Gdańska, Prus Królewskich oraz Warmii epoki nowożytnej (2019).
Znakiem rozpoznawczym Janusza Pałubickiego był czarny sweter, w którym pojawił się m.in. na zaprzysiężeniu rządu Jerzego Buzka. Sam polityk twierdził, że garnitur założył jedynie do pierwszej komunii, zaś marynarkę nosił tylko wtedy, kiedy się maskował.

## Odznaczenia i wyróżnienia
W 1990 zarządzeniem prezydenta RP na uchodźstwie Ryszarda Kaczorowskiego został odznaczony Krzyżem Kawalerskim Orderu Odrodzenia Polski. W 2011, za wybitne zasługi dla przemian demokratycznych w Polsce, za znaczące osiągnięcia w działalności publicznej i społecznej, prezydent Bronisław Komorowski odznaczył go Krzyżem Komandorskim tego orderu. W 2015 otrzymał Krzyż Wolności i Solidarności. W 2018 wyróżniony Medalem Stulecia Odzyskanej Niepodległości. Odznaczony również Złotym Medalem Reipublicae Memoriae Meritum.
W 2005 wyróżniony nagrodą Giganta. W 2010 został laureatem nagrody honorowej „Świadek Historii” przyznanej przez Instytut Pamięci Narodowej.